# П'єр Корнель
П'єр Корне́ль (фр. Pierre Corneille; 6 червня 1606, Руан — 1 жовтня 1684, Париж) — французький драматург, «батько французької трагедії», один із творців класицизму у французькій літературі.
Народився в Руані в 1606, помер у Парижі в 1684. Син адвоката; дитинство провів у селі, навчався в єзуїтській школі, потім вивчав право й отримав місце прокурора, дуже мало, однак, цікавлячись службовою кар'єрою. Творчість Корнеля відображала суспільну боротьбу в період становлення абсолютизму.

## Біографія

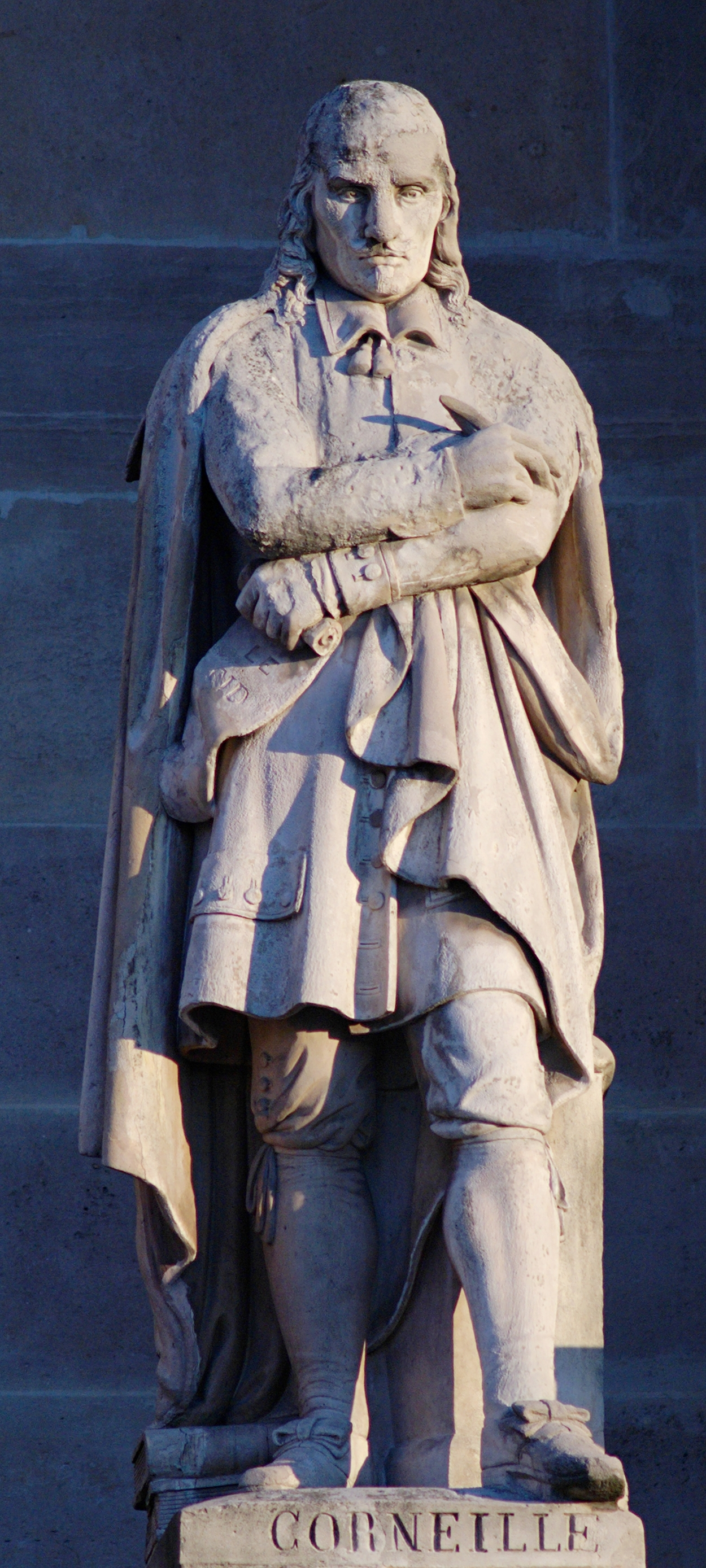
Статуя П.Корнеля у Луврі

Корнель створив монументальну трагедію, у якій політичні ідеї абсолютистської держави — єдність нації, наступ на феодальну анархію, зміцнення влади монарха, пріоритет громадянського обов'язку й обов'язків перед приватними інтересами й особистими пристрастями — вперше втілилися в героїчних ідеалізованих образах, здебільшого запозичених із політичної історії Риму.
1629 року Корнель ставить свою першу п'єсу — комедію «Melite». Згодом поставив низку комедій, насичених, за тодішньою звичкою, різними інцидентами: «Clitandre ou L'innocence delivree» (1632) — трагікомедія, саме лишень резюме якої в Корнеля займає 8 сторінок; «La Veuve ou le Traitre puni» (1633), заснована на непорозуміннях і брехливих визнаннях; «La Galerie du Palais», «La Suivante», «La Place Royale».
Поїздка до Парижа (1633) ознаменувалася знайомством із кардиналом Рішельє і його політикою. З 1635 року Корнель пише трагедії, спочатку наслідуючи Сенеку, а потім, натхненний іспанським бароковим театром, створює «L'illusion Comique» (1636), великий фарс. Наприкінці 1636 року з'явилася інша трагедія Корнеля «Сід». Ця патріотична трагедія була написана за сюжетом драми іспанського драматурга XVI ст. Гільєна де Кастро, «Сід» зобразив перемогу нових суспільних норм феодальної централізованої держави над старим вузьким принципом феодальної честі.
Париж, а за ним уся Франція продовжували «дивитися на Сіда очима Шимені» навіть після того, як паризька академія засудила цю трагедію, автор цієї критики, Шаплен, вважав вибір сюжету трагедії невдалим, розв'язку — незадовільною, стиль — позбавленим гідності.
У наступних трагедіях Корнель намагався послідовніше проводити політику Рішельє, зокрема у п'єсах «Горацій» (1640), «Цінна» (1640) і «Полієвкт», утім не відрікався від ідей волелюбності («Цінна»). Цим трагедіям притаманні раціоналізм, героїчний пафос, величний ораторський стиль мови. Далі Корнель трохи відходить від естетичного кодексу класицизму. У той же час Корнель одружується з Марі де Лампрієр, веде активне світське життя. Він став зображати темні залаштункові сторони життя монархії — жорстоку боротьбу за владу, гру політичних інтересів, інтриги; створює образи монархів-тиранів, усе частіше переносячи дію в умовно зображувані країни східних деспотій — «Радогунда» (1644), «Іраклій, імператор Сходу» (1647) та інші.
1647 року Корнеля було обрано членом Французької академії. У цей же період Корнель пише «Героїчну комедію», «Дон Санчо Арагонський» (1650), у якій одним із перших у мистецтві класицизму виводить образ незнатного героя.
Починаючи з 1651 року, Корнель зазнав впливу своїх друзів-єзуїтів, котрі намагалися відвернути свого колишнього вихованця від театру. Він зайнявся релігійною поезією, немовби для спокути за свою світську творчість попередніх літ, і надрукував незабаром віршований переклад «Imitation de Jesus Christ». Переклад цей, дуже посередній у літературному вимірі, мав величезний успіх і перевидавався 130 разів за 20 років. Згодом Корнель видав іще декілька перекладів, зроблених також під впливом єзуїтів: панегірики Діві Марії, псалми тощо. Для театру Корнель написав «Pertharite», «Sertorius», «Oedipe», «Sophonisbe», «Othon», «Agesilas», «Attila», «Tite et Berenice», «Pulcherie», «Surena» та ін., але всі ці твори підстаркуватого драматурга мають дуже мало чеснот. Останні роки життя Корнель провів дуже відлюдно у вкрай скрутних умовах. Лише завдяки турботам свого друга Ніколя Буало Корнелю виплачували маленьку пенсію.
Значення Корнеля для французького театру полягає насамперед у створенні національної трагедії. До Корнеля театр був сліпим наслідуванням латинської драми Сенеки, і навіть такі талановиті його попередники, як Гарді, Гарньє, Ротру й інші, не зуміли позбутися рамок умовності, що перетворювала трагедію на мертву, суху декламацію. Корнель першим оживив французьку драму, прищепивши їй іспанський елемент руху і сили пристрасті; з іншого боку, він відновив традиції класичної драми в зображенні пристрастей, глибоко людяних за своєю природою, які своєю силою стоять вище за повсякденне життя. Деякі критики, порівнюючи творчість Корнеля з творчістю його спадкоємця Жана Расіна, зазначають, що «Корнель малює людей такими, якими б вони повинні були бути, а Расін — такими, якими вони є насправді». Корнель зображає ідеальне людство, героїв із непохитною волею у виконанні найсуворішого обов'язку, і якщо це й додає певну сухість його трагедіям, то її компенсовує життєвість трагічних конфліктів, зображуваних автором. Корнель виходить з аристотелівського принципу, що трагедія повинна відтворювати важливі події — у ній повинні діяти сильні люди, щиросердечні конфлікти яких призводять до фатальних наслідків. Але разом з тим він пам'ятає, що душу глядача зачіпають лише нещастя, що випливають із притаманних йому самому пристрастей. Ці принципи Корнель викладає у своїх теоретичних міркуваннях, тобто в передмовах до трагедій і в «Discours sur le poeme dramatique», і втілює у своїх найліпших трагедіях. Усі вони перейняті вічною боротьбою обов'язку і почуття; любов протиставляється обов'язкові перед батьками, патріотизм — сімейним прихильностям, великодушність — навіюванням державної політики, відданість релігійній ідеї — захопленням особистого почуття тощо. Тільки в «Сіді» перемога опиняється на боці кохання, що вносить гармонію в роз'єднані обов'язком душі. У «Горації» головне значення й остаточна перемога належать патріотизму; Корнель досягає найвищого пафосу в зображенні римського громадянина, старого Горація, що віддає перевагу смерті сина, який ставить державу вище за цінності родини. У «Полієвкті» чудова трагічна фігура мученика, раптово огорнутого благодаттю віри, що знаходить у ній силу стати вище земних пристрастей. Могутній вірш Корнеля, за пластичністю, виразністю та силою — унікальний. Уміння зобразити в одній фразі цілісну людську душу є характерною рисою Корнеля.

## Драматургія

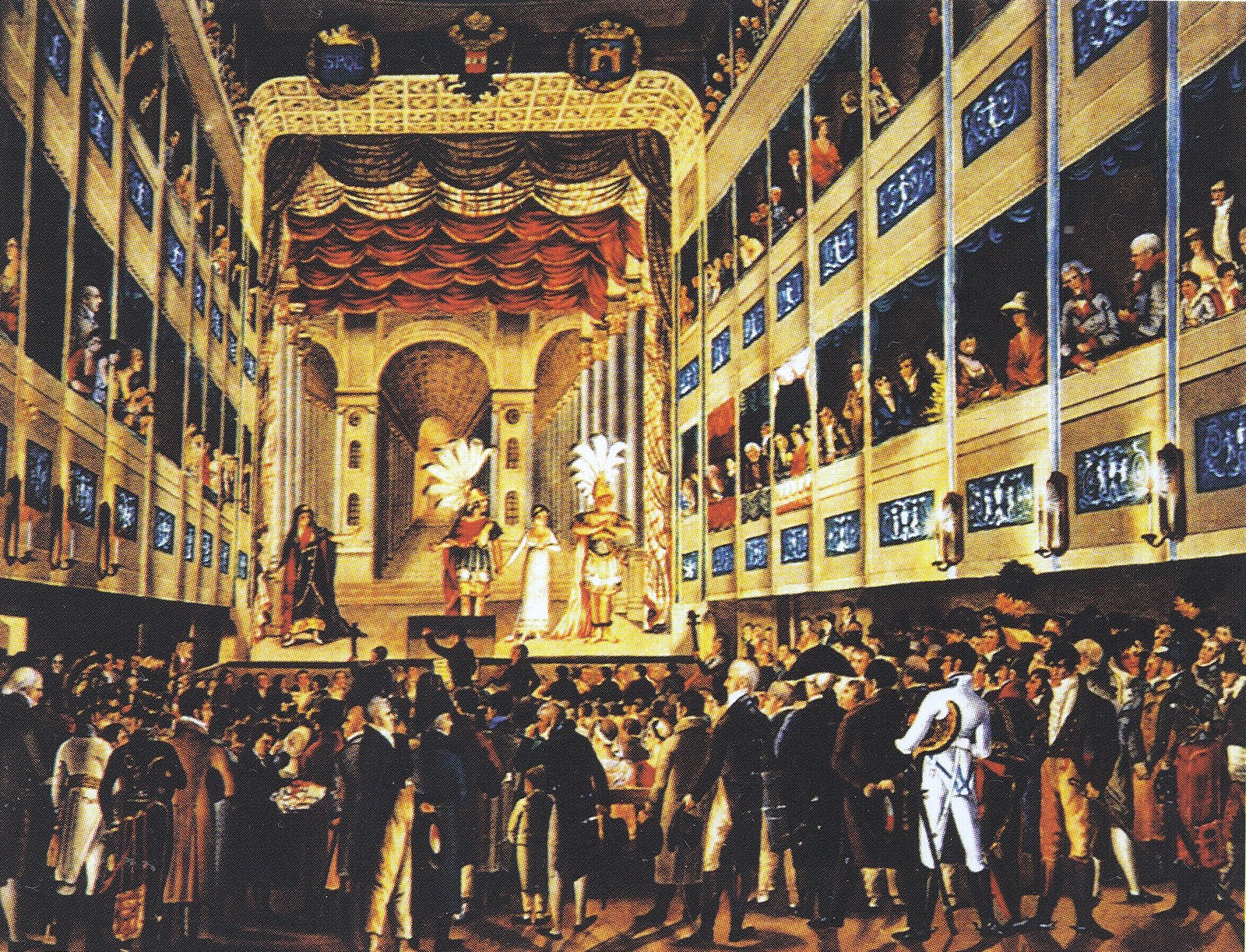
Ф. К. Герстенбергер. Спектакль П. Корнеля «Медея» в колишньому францисканському костелі. 1805

- «Алідор» (Alidor) (атрибуція неостаточна) (між 1626 і 1628)
- «Меліта» (Mélite, 1629)
- «Клітандр» (Clitandre (1631)
- «Вдова» (La Veuve, 1632)
- «Галерея Палацу» (La Galerie du Palais, 1633)
- «Компаньйонка» (La Suivante, 1634)
- «Королівська площа» (La Place royale, 1634)
- «Медея» (Médée, 1635)
- «Комедія, зіграна в саду Тюїльрі» (Comedie de Tuileries, у співавторстві з Г. Кольт, П.Л 'Етуаль, Ж. Ротру і Ф. де Буаробером) (1635)
- «Комічна ілюзія» (L'Illusion comique, 1636)
- «Сід» (Le Cid, 1636). Українською мовою п'єсу «Сід» переклав Максим Рильський. Переклад вперше надруковано у виданні «Французькі класики XVIII століття. Буало, Корнель, Мольєр, Расін» Х. — К., 1931.
- «Горацій» (Horace, 1640)
- «Цінна» (Cinna, 1641)
- «Полієвкт» (Polyeucte, (1642)
- «Смерть Помпея» (La Mort de Pompée, 1644)
- «Брехун» (Le Menteur, 1644)
- «Родогуна» (Rodogune, 1644)
- «Теодора» (Théodore, 1646)
- «Іраклій» (Héraclius, 1647)
- «Андромеда» (Andromède, 1650)
- «Дон Санчо Арагонський» (Don Sanche d'Aragon, 1650)
- «Нікомед» (Nicomède, 1651)
- «Пертаріт» (Pertharite, 1652)
- «Едіп» (Œdipe, 1659)
- «Золоте руно» (La Toison d'or, 1660)
- «Серторий» (Sertorius, 1662)
- «Софонісба» (Sophonisbe, 1663)
- «Отон» (Othon, 1664)
- «Агесилай» (Agésilas, 1666)
- «Аттіла» (Attila, 1667)
- «Тит і Береніка» (Tite et Bérénice, 1670)
- «Психея» (Psyché) (у співавторстві з Мольєром і Філіпом Кіно) (1671)
- «Пульхерія» (Pulchérie, 1672)
- «Сурена» (Suréna, 1674)